# Rebelião Racial de Omaha em 1919
A  Rebelião Racial de Omaha foi um motim que ocorreu em Omaha, Nebraska, entre 28 e 29 de setembro de 1919. A rebelião racial resultou no brutal linchamento de Will Brown, um operário negro; a morte de dois homens brancos, a tentativa de enforcamento do prefeito da cidade, e um incidente onde várias pessoas atearam fogo no tribunal jurídico da cidade.  Foi seguido por mais de 20 rebeliões raciais que ocorreram nos Estados Unidos durante o Verão Vermelho de 1919.

## Antecedentes
Três semanas antes do motim, os investigadores federais observaram que "um confronto era iminente devido ao mal-estar entre trabalhadores brancos e negros na  Omaha Stockyards, uma concentração de compras e vendas". O número de negros em Omaha havia dobrado durante a década 1910-1920, e eram recrutados para trabalhar na indústria frigorífica, o que estava sendo notado pelos trabalhadores concorrentes. Em 1910 Omaha tinha a terceira maior população negra entre as cidades ocidentais. Em 1920 a população negra mais do que duplicou para mais de 10 000, perdendo apenas para Los Angeles com quase 16 000. Ela estava à frente de São Francisco, Oakland, Topeka e Denver.

Will Brown

Os maiores frigoríficos passaram a contratar um grande número de negros em 1917. Hostilidades contra eles foram altas entre os brancos da classe trabalhadora da cidade, que eram em sua maioria imigrantes católicos do sul e do leste da Europa, ou descendentes de imigrantes, vivendo principalmente no sul da cidade. A etnia irlandesa estava entre o grupo mais antigo e maior de imigrantes, tendo estabelecido sua própria base de poder na cidade. Vários anos antes, após a morte de um policial irlandês, a etnia irlandesa realizou uma rebelião em Greektown, o que fizeram, levou a comunidade grega a sair de Omaha.
Com a administração moralista do primeiro mandato do prefeito reformista  Edward Parsons Smith, a polícia da cidade começou a desafiar a Omaha Business Men's Association, que detinha grande poder na cidade. Smith realizava mudanças que tinham pouco apoio da câmara municipal da cidade e dos sindicatos dos trabalhadores. Junto das várias greves ao longo do ano anterior, em 11 de setembro, dois detetives do departamento de Polícia de Omaha  mataram a tiros um operário negro da cidade.
A violência associada com o linchamento de Will Brown foi desencadeada por reportagens em jornais da cidade, supondo de forma sensacionalista o estupro de Agnes Loebeck, de 19 anos, em 25 de setembro de 1919. No dia seguinte, a polícia prendeu Will Brown, até então com 40 anos, como suspeito. Loebeck identificou Brown como seu estuprador, embora os relatórios posteriores por parte do Departamento de Polícia de Omaha e do Exército dos Estados Unidos relatem que ela não tinha feito uma identificação positiva do suspeito. Houve uma tentativa frustrada de linchamento de Brown no dia de sua prisão.
O Omaha Bee divulgou o incidente como um de uma série de ataques de mulheres brancas por homens negros. O jornal publicou uma série de artigos sensacionalistas sobre crimes feitos pela população negra da cidade. O Bee  era controlado pelo grupo político opositor do prefeito Smith, que usava os incidentes da "criminalidade preta" para constranger a nova administração.

## Início
Por volta das 14:00 do domingo de 28 de setembro de  1919, um grande grupo de jovens brancos se reuniram perto de uma  Escola no sul da cidade e se puseram em marcha até o tribunal do condado de Douglas, onde Brown estava preso. A marcha foi interceptado por John T. Dunn, chefe da polícia de Omaha, e por seus subordinados. Dunn tentou dispersar a multidão, mas eles ignoraram sua advertência e marcharam adiante. Trinta policiais estavam vigiando a corte quando os manifestantes chegaram. Por volta de 16:00 a multidão tinha crescido em um número muito maior. Membros da multidão conversavam com os policiais, já que a polícia estava convencida de que a multidão não representava nenhuma ameaça séria. Um relatório sobre a multidão foi feita e enviada para a delegacia central, que enviou cerca de 50 oficiais para casa naquele dia.

## Motim
Por volta de 05:00, uma multidão de cerca de 4.000 brancos tinham lotado a rua no lado sul do tribunal do condado de Douglas. Eles começaram a agredir os policiais, empurrando um através de um painel de vidro em uma porta e atacando outros dois que tentavam dispersar a multidão. Às 5:15, os policiais começaram a usar uma mangueira para dispersar a multidão, que respondeu com uma chuva de tijolos e paus. Quase todas as janelas no lado sul do tribunal foram quebradas. A multidão invadiu o local pelas portas inferiores do tribunal, e a polícia deu tiros de advertência em um poço de elevador numa tentativa de assustá-los, mas isso incitou ainda a multidão. Eles novamente tentaram ultrapassar pelos policiais que estavam de guarda do lado de fora do prédio, conseguindo entrar no tribunal por uma porta do porão quebrado.
Foi neste momento que o Marechal Eberstein, chefe da polícia, chegou. Ele pediu aos líderes da multidão uma chance para que ele pudesse falar para a multidão. Subiu em um dos peitoris da janela; ao lado dele estava um chefe reconhecido da multidão. A pedido de seu líder, a multidão acalmou seu clamor por alguns minutos. Chefe Eberstein tentou convencer a multidão que seria melhor que deixassem a justiça seguir o seu curso nas investigações. A multidão se recusou a ouvir. Seus membros começaram a uivar e a vaiar para que a voz do líder não pudesse ser ouvida além de alguns metros. Eberstein abandonou sua tentativa de dialogar e entrou no prédio sitiado.
Por volta das seis horas, a multidão invadiu o prédio por ambos os lados, tomando à força os revolveres e bonés dos policiais. Eles perseguiram e batiam em cada pessoa de cor que se aventurava na vizinhança. Homens brancos que tentaram resgatar os negros inocentes de castigo imerecido foram submetidos a abuso físico. A polícia tinha perdido o controle da multidão.
Por volta das sete horas, a maioria dos policiais se retiraram para o interior do prédio da corte. Lá, eles juntaram forças com Michael Clark, xerife do condado de Douglas, que convocou seus policiais para prevenir a tentativa de captura de Brown. Os policiais e xerifes formaram sua última linha de resistência no quarto andar do edifício da corte.
A polícia não foi bem-sucedida em seus esforços. Antes das oito horas, eles descobriram que a multidão tinha colocado fogo no prédio do tribunal. Seus líderes tinham aproveitado uma estação de gasolina nas redondezas e havia espalhado o liquido nos andares mais baixos do edifício.

## Escalada
Tiros foram disparados quando a multidão começou a pilhar lojas de ferragens da região e a invadir lojas de penhores na procura de armas de fogo. Os registros policiais mostram que mais de 1 000 revólveres e espingardas foram roubadas naquela noite. A multidão atirava nos policiais; sete oficiais receberam ferimentos de bala, embora nenhum dos ferimentos fossem graves.

Janelas quebradas; as pessoas escalando o prédio.

Louis Young, de 16 anos, foi morto com um tiro no estômago enquanto liderava uma gangue até o quarto andar do prédio. Testemunhas disseram que o jovem era o mais intrépido dos líderes da multidão.
Uma grande confusão ocorria no exterior do edifício. Nas ruas adjacentes, a uma quadra do tribunal, James Hiykel, um empresário de 34 anos de idade, foi baleado e morto.
A multidão continuava a atacar o tribunal com balas e pedras; espectadores foram baleados. Participantes infligiam ferimentos leves em si mesmos. As mulheres foram jogadas ao chão e pisoteadas. Os negros eram arrancados de bondes e espancados.

## Primeiro enforcamento
Por volta das 11 horas, quando o frenesi estava no seu auge, o prefeito Smith saiu da porta leste do tribunal na rua XVII. Ele estava dentro do  prédio em chamas havia algum tempo. Quando saiu da porta, um tiro ecoou. "Ele atirou em mim. O prefeito Smith atirou em mim", um jovem com o uniforme de um soldado dos Estados Unidos gritou. A multidão subiu em direção ao prefeito. Ele lutou contra eles. Um homem bateu na cabeça do prefeito com um taco de beisebol. Outro deslizou um laço de uma corda em volta de seu pescoço. A multidão começou a arrastá-lo para longe.
"Se você deve enforcar alguém, então que seja eu", disse o prefeito.
A multidão arrastou o prefeito até a Harney Street. Uma mulher estendeu a mão e arrancou a corda em seu pescoço. Os homens da rebelião colocaram outra corda no lugar. Alguns espectadores da cena lutaram contra os captores do prefeito e o colocaram em um automóvel da polícia. A multidão virou o carro e agarrou-o novamente. Mais uma vez a corda foi colocada no pescoço do prefeito. Ele foi levado par outra rua e lá foi enforcado do braço de metal de uma torre de um sinal de trânsito.
O prefeito estava suspenso no ar quando um agente do estado, Ben Danbaum, avançou com um automóvel para cima da multidão à direita da base da torre de sinal. No carro com Danbaum estavam outros detetives da cidade, Al Anderson, Charles Van Deusen e Lloyd Toland. Eles levantaram o prefeito e Russell Norgard desatou o nó. Os detetives levaram o prefeito até o hospital da cidade. Lá, ele ficou entre a vida e a morte por vários dias, finalmente recuperando-se. "Eles não podem pegá-lo. A Oclocracia não vai prevalecer em Omaha," o prefeito manteve-se resmungando durante o seu delírio.

## Incêndio
Enquanto isso, a situação da polícia no prédio da corte tornou-se crítica. O fogo lambia o seu caminho subindo em direção ao para o terceiro andar. Os policiais enfrentaram a perspectiva de morrerem queimados. Pedidos de ajuda para a multidão foram recebidos com xingamentos e tiros. A multidão frustrava todas as tentativas de levantar escadas para os policiais presos. "Traga Brown com você e você pode descer", alguém na multidão gritou.
No segundo andar do prédio, três policiais e um repórter de jornal foram presos em um cofre de segurança, cuja porta de metal havia sido fechada pelos insurgentes. Os quatro homens abriram caminho para fora através de uma parede do edifício. A multidão atirou nos quatro assim que eles saíram na rua.
Os gases do formaldeído foram adicionados ao terror dos homens presos dentro do prédio em chamas. Vários frascos da substância química tinham estourados na escada. Suas emanações mortais começaram a subir para os andares superiores. Dois policiais foram mortos. Seus companheiros não podiam fazer nada para aliviar seus sofrimentos.
O xerife Clark levou seus prisioneiros (havia 121 deles) para o telhado. Will Brown, para quem a multidão estava uivando, ficou histérico. Os negros, companheiros de prisão do homem perseguido, tentaram jogá-lo para fora do telhado. Um dos policiais frustrou a tentativa.
Xerife Clark ordenou que os prisioneiros do sexo feminino fossem retirados do prédio devido a sua angústia. Elas desceram as escadas queimadas vestidas apenas com os pijamas prisão. Algumas delas desmaiaram no caminho. Os membros da multidão as acompanharam através da fumaça e chamas. As mulheres negras, assim como as mulheres brancas, foram ajudadas a sair em segurança.
A multidão derramou mais gasolina dentro do prédio. Eles cortaram todas as linhas de mangueiras que os bombeiros haviam conectado nos hidrantes da rua. As chamas foram rapidamente chegando aos andares superiores.

## Linchamento

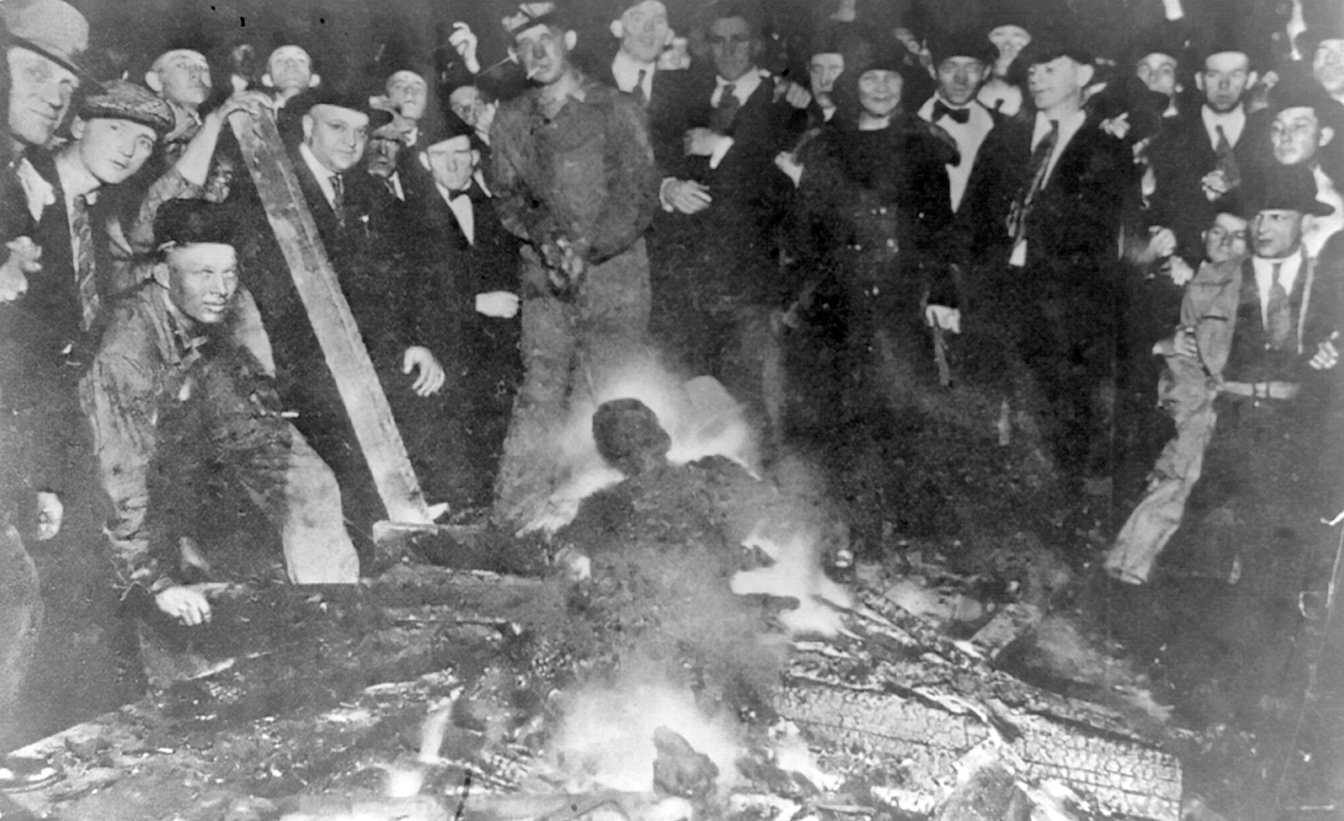
Will Brown é linchado, e seu corpo mutilado é queimado pela multidão branca.

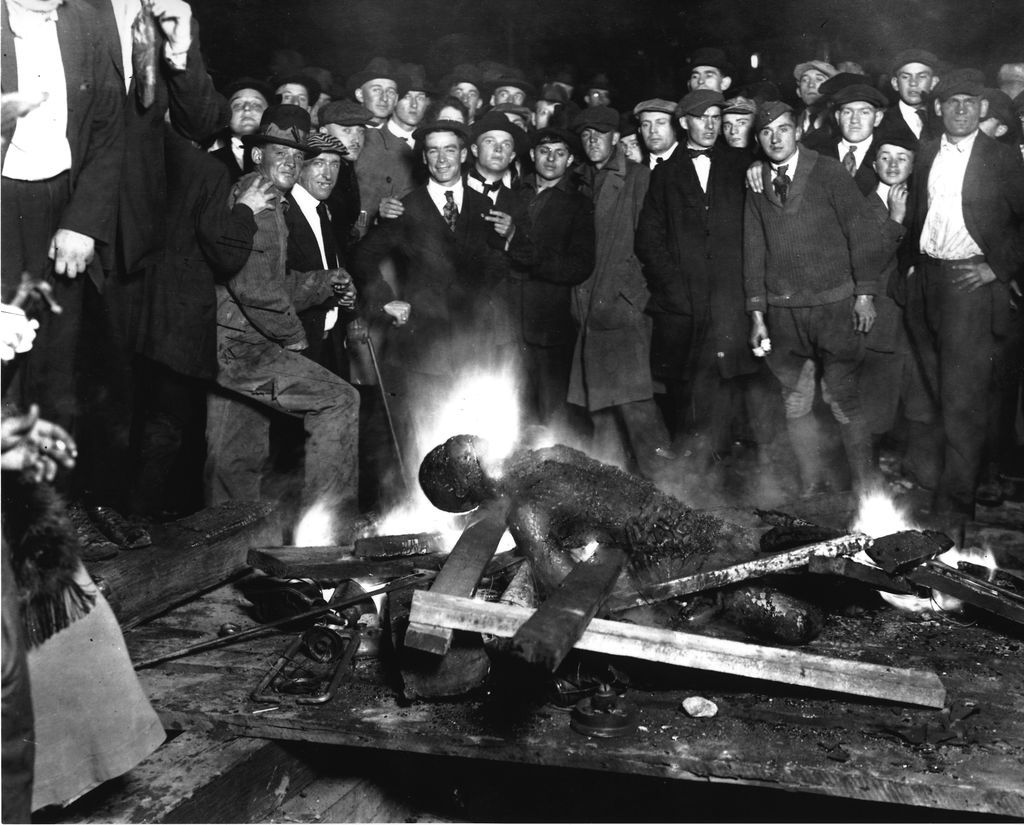
Foto tirada de um diferente ângulo do corpo de Will Brown após ser queimado pela multidão.

Três tiras de papel foram atirados do quarto andar no lado oeste do edifício. Em uma tira estava rabiscado: "O juiz diz que ele vai ceder o negro Brown. Ele está no calabouço. Há 100 prisioneiros brancos no telhado. Salve-os...”.
Outra nota dizia: "Venha para o quarto andar do prédio e vamos entregar o 'preto' para você."
A multidão na rua gritou com prazer pela última mensagem. Foram colocadas as escadas dos bombeiros contra o edifício. Homens subiram até o segundo andar. Um homem carregava um rolo pesado de corda em suas costas. Outro tinha uma espingarda.
Dois ou três minutos depois que os homens haviam subido no quarto andar,  foi dado um grito e uma saraivada de tiros foram ouvidas do lado sul do edifício.
Will Brown havia sido capturado. Mais alguns minutos e seu corpo sem vida foi pendurado em um poste de telefone em uma rua próxima. Centenas de revólveres e espingardas foram disparadas contra o cadáver, que balançava no ar. Em seguida, a corda foi cortada. O corpo de Brown foi ligado à extremidade traseira de um automóvel. Ele foi arrastado pelas ruas da cidade. O óleo de lanternas vermelhas usadas como sinais de perigo para reparos de rua foi derramado sobre o cadáver. Ele foi queimado. Os membros da revolta puxaram os restos carbonizados através da região de negócios da cidade por várias horas.
O xerife Clark afirmou que os  prisioneiros negros haviam jogado Brown para multidão quando os líderes começaram a se aproximar da escada que subia em direção a eles. Os jornais especularam os supostos líderes da multidão, dizendo que Brown havia sido empurrado por eles através da fumaça ofuscante por pessoas que não podiam ser identificadas.

## Posterior
A desordem continuou por várias horas depois de Brown ter sido linchado. A patrulha da polícia foi queimada, e o automóvel de emergência também. Por três vezes a multidão dirigiu-se para a cadeia da cidade. Na terceira vez seus líderes anunciaram que estavam indo para queimá-la. Os Soldados do exército chegaram antes que eles pudessem concretizar a ameaça.
O motim durou até as  três horas, na manhã de 29 de setembro. Nessa hora, as tropas federais, sob o comando de coronel John E. Morris da Vigésima Infantaria, chegou de Fort Omaha e de Crook Fort. As tropas armadas foram colocadas no coração do distrito de negócios de Omaha; ao norte, no centro da comunidade preta, para proteger os cidadãos de lá, e no Sul de Omaha, para evitar a formação de novos motins. O general Leonard Wood, comandante do Departamento Central, veio no dia seguinte para Omaha por ordem do secretário de guerra, Newton D. Baker. A paz foi imposta por 1 600 soldados.
A lei marcial não foi formalmente proclamada em Omaha, mas foi efetivamente aprovada por toda a cidade. Pelo pedido do comissário da cidade, que estava atuando como prefeito, Wood assumiu o controle sobre o departamento de polícia.
Em 1 de outubro de 1919 Brown foi enterrado no  Omaha's Potters Field. O registro de sepultamento listava apenas uma palavra ao lado de seu nome: "Linchado".

## Causas e consequências
O motim de Omaha foi noticiado em todo o país. As prisões e os julgamentos dos líderes da revolta foram amplamente demandados. Autoridades policiais e militares prenderam mais de 100 dos participantes por acusações que iam desde assassinato até incêndio. A presença do Exército em Omaha foi a maior resposta dada até então a distúrbios raciais com 70 oficiais e 1 222 praças. No começo de outubro, a emergência tinha passado e o contingente do Exército diminuiu para apenas dois regimentos em meados do mês.
O tribunal distrital ordenou um grande júri para convocar e investigar os tumultos e um júri foi implantado em 8 de outubro. Depois de uma sessão de seis semanas, o júri emitiu um relatório que criticou a administração de Smith e a incompetência policial. Testemunhas do Exército afirmaram que uma ação mais rápida da polícia poderia ter controlado o motim.
Das 120 pessoas acusadas de envolvimento no motim, a maioria nunca foi processada com sucesso, e todos acabaram por ser libertados sem cumprir algum tipo de pena.

### I.W.W.
O general Wood inicialmente culpou pela rebelião a Industrial Workers of the World, como parte do movimento Red Scare, até então prevalente nos EUA. Esta interpretação não foi apoiada pela evidência, no entanto. Ações de Wood na reconstrução da força policial, investigando o motim e prendendo os líderes do motim foram bem elogiadas. A polícia de Omaha identificou outras 300 pessoas para serem interrogadas, incluindo o irmão de Loebeck, que tinha desaparecido.

### Jornais
O reverendo Charles E. Cobbey, pastor da Primeira Igreja Cristã, culpou o Omaha Bee  por inflamar a situação. Ele teria dito que "Há uma crença de muitos que toda a responsabilidade pelo ultraje pode ser colocada nos ombros de alguns homens de poder em Omaha."  O inflamado Jornalismo marrom do ‘Bee’ é creditado por vários historiadores como alimentador das emoções para o motim.
O Exército dos EUA foi crítico contra a polícia de Omaha por não ter conseguido dispersar a multidão antes que ela ficasse grande. Outros críticos acreditam que o Exército foi lento para responder à crise, o que foi um resultado de problemas de comunicação, incluindo a crise provocada pelo presidente Woodrow Wilson, que havia sido incapacitado por um acidente vascular cerebral. (Pedidos do governador para assistência da Guarda Nacional devem passar pelo escritório do presidente.)

### Tom Dennison
Muitos dentro Omaha viram o tumulto dentro do contexto de uma teoria da conspiração, resultado direto da suposta conspiração dirigida pelo chefe pelo chefe político e criminal de Omaha, Tom Dennison. 
Um informante do grupo de Dennison teria dito que tinha ouvido o chefe vangloriando-se que alguns dos agressores eram agentes dele disfarçados em blackface, uma forma de caracterização onde atores brancos pintam-se com tintas escuras para retratar estereótipos de pessoas pretas.
Isto foi corroborado por relatórios policiais afirmando que um atacante branco ainda estava usando a maquiagem quando foi apreendido. Como em muitos outros casos relacionados com Dennison, ninguém foi considerado culpado por sua participação no motim. Mais tarde o julgamento corroborou esta alegação, afirmando que "Vários assaltos relatados contra mulheres brancas tinham sido perpetrados por brancos em blackface". Eles passaram a informar que o motim foi planejado e iniciado por "um vice-elemento da cidade." O motim "não foi um caso ocasional, mas foi premeditado e planejado por essas forças secretas e invisíveis que hoje estão lutando contra os homens que representam um bom governo".

### Tensão racial
O evento foi parte de um processo tensão Racial em Omaha no início do século XX. Houve ataques contra imigrantes gregos em 1909. A migração de negros para a cidade em busca de oportunidades econômicas provocou tensão racial no estado. Após o motim em Omaha, a Ku Klux Klan tornou-se estabelecida em 1921. Outro motim racial teve lugar em North Platte, Nebraska em 1929. Houve também ataques violentos nos frigoríficos de Omaha  em 1917 e 1921.
Após o tumulto, a cidade de Omaha, anteriormente uma cidade na qual as etnias e raças estavam misturadas em muitos bairros, tornou-se mais segregada. Marcador vermelho e cláusulas restritivas começaram a ser usadas em novos bairros, com os negros restritos a possuir a propriedade onde viviam em maior número, no norte da cidade. Embora a segregação não tenha sido legalmente imposta por gerações, a maioria da população preta de Omaha ainda vive no norte da cidade.

## Legado
No outono de 1919, o Dr. George E. Haynes, um educador empregado como diretor de economia dos negros no departamento do Trabalho do governo, elaborou um relatório sobre a violência racial para servir como a base para uma investigação por parte do Comitê do Senado para o Judiciário. Ele catalogou 26 motins separados com brancos que atacavam negros em comunidades dispersas.
Juntamente com outros motins de 1919, o motim de Omaha levou o Senado dos Estados Unidos a pedir uma investigação dos problemas urbanos, industriais e raciais. Os membros da comissão reconheceram os linchamentos como uma causa justificada de amargura na comunidade negra, e enumerou os motins de 1919 e os linchamentos como entre os fatores para a sua investigação. Eles chamaram os líderes das comunidades brancas e pretas para organizar uma reconciliação entre os grupos. Em setembro de 1918, o Presidente Woodrow Wilson fez um discurso contra o linchamento e contra violência da pública. Alguns anos mais tarde o Congresso tentou aprovar uma lei tornando o linchamento um crime federal, mas a ação foi bloqueada pelo partido democrata.
Em 1998, o dramaturgo Max Sparber teve sua peça sobre o motim produzida pela Blue Barn Theatre. A peça, intitulada Minstrel Show; Or, The Lynching of William Brown, provocou certa controvérsia. O senador estadual Ernie Chambers condenou a peça por usar artistas em blackface como narradores da história. Ele pediu um boicote de negros para a peça. No entanto, a peça teve sua lotação esgotada e acabou por ser realizada em outras cidades.
Em 2007, a Nova Jersey Repertory Company reapresentou a peça de Sparber em Long Branch, New Jersey. O elenco incluía  Kelcey Watson de Omaha e Spencer Scott Barros de Nova York. Ambos os atores tinham participado em produções anteriores do teatro. Foi dirigido por Rob Urbinati.
Em 2009, o engenheiro da Califórnia Chris Hebert soube sobre o motim de Omaha e o linchamento de Will Brown, depois de ver um documentário de TV sobre Henry Fonda, que mencionou que o ator havia sido profundamente afetado pela revolta como um jovem nativo de Omaha. Descrevendo-se como ter tido  "lágrimas nos olhos" depois de ler mais sobre o tumulto e a morte de Brown, Hebert também descobriu que Brown ainda estava enterrado em uma cova anônima em Potter's Field. Após consulta com a equipe da Omaha Forest Lawn Memorial Park, que localizou o túmulo depois de uma longa pesquisa em 11 de junho, Hebert doou dinheiro para a colocação de um memorial permanente para Brown, dando seu nome, data e causa da morte e a frase ‘'Lest we forget'’ ("Para que não esqueçamos"). Em uma carta aberta ao povo de Omaha, Hebert descreveu seus sentimentos por trás de seu esforço:

"É uma vergonha que ocorreram estas mortes e outras para aumentar a consciência pública e efetuar as mudanças que temos hoje. Quando descobri que William Brown havia sido enterrado no túmulo de um indigente, eu não queria que William Brown fosse esquecido. Eu queria que ele tivesse uma lápide e que as pessoas soubessem que é por causa de pessoas como ele que nós temos nossas liberdades hoje. A lição aprendida a partir de sua morte deve ser ensinada a todos. Isto é, não podemos ter as proteções garantidas pela Constituição sem a lei. Não há lugar para vigilantismo na nossa sociedade."